# Campionati del mondo di ciclismo su pista 1950
I Campionati del mondo di ciclismo su pista 1950 (en.: 1950 UCI Track World Championships) si svolsero a Rocourt, in Belgio.

## Medagliere
| #      | Nazione       | Oro | Argento | Bronzo | Totale |
| ------ | ------------- | --- | ------- | ------ | ------ |
| 1      | Francia       | 2   | 1       | 2      | 5      |
| 2      | Italia        | 1   | 1       | 1      | 3      |
| 3      | Australia     | 1   | 0       | 0      | 1      |
| 3      | Gran Bretagna | 1   | 0       | 0      | 1      |
| 5      | Paesi Bassi   | 0   | 3       | 2      | 5      |
| Totale | Totale        | 5   | 5       | 5      | 15     |

## Sommario degli eventi
| Eventi                            | Oro                        | Prestazione | Argento                    | Prestazione | Bronzo                             | Prestazione |
| Uomini Professionisti             |                            |             |                            |             |                                    |             |
| Velocità dettagli                 | Reg Harris Regno Unito     |             | Arie van Vliet Paesi Bassi |             | Jan Derksen Paesi Bassi            |             |
| Inseguimento individuale dettagli | Antonio Bevilacqua Italia  |             | Wim van Est Paesi Bassi    |             | Paul Matteoli Francia              |             |
| Derny dettagli                    | Raoul Lesueur Francia      |             | Jan Pronk Paesi Bassi      |             | Georges Sérès junior Francia       |             |
| Uomini Dilettanti                 |                            |             |                            |             |                                    |             |
| Velocità dettagli                 | Maurice Verdeun Francia    |             | Pierre Even Francia        |             | Johannes Hijzelendoorn Paesi Bassi |             |
| Inseguimento individuale dettagli | Sydney Patterson Australia |             | Aldo Gandini Italia        |             | Guido Messina Italia               |             |